# Spoorlijn Elne - Arles-sur-Tech
De spoorlijn Elne - Arles-sur-Tech is een gedeeltelijk opgebroken Franse spoorlijn van Elne naar Arles-sur-Tech. De volledige lijn was 34,4 km lang en heeft als lijnnummer 680 000.

## Geschiedenis
De lijn werd in gedeeltes geopend door de Compagnie des Chemins de fer du Midi, van Elne naar Céret op 18 augustus 1889 en van Céret naar Arles-sur-Tech op 26 juni 1898.
Reizigersverkeer werd opgeheven op 23 mei 1940. Goederenvervoer tussen Amélie-les-Bains en Arles-sur-Tech was er tot 17 oktober 1940, tussen Céret en Amélie-les-Bains tot 3 april 1972 en tussen Saint-Jean-Pla-de-Corts en Céret tot 1990.

## Treindiensten
De lijn is alleen in gebruik voor goederenvervoer.

## Aansluitingen
In de volgende plaatsen is of was er een aansluiting op de volgende spoorlijnen:
Elne
RFN 677 000, spoorlijn tussen Narbonne en Port-Bou (grens)

## Galerij

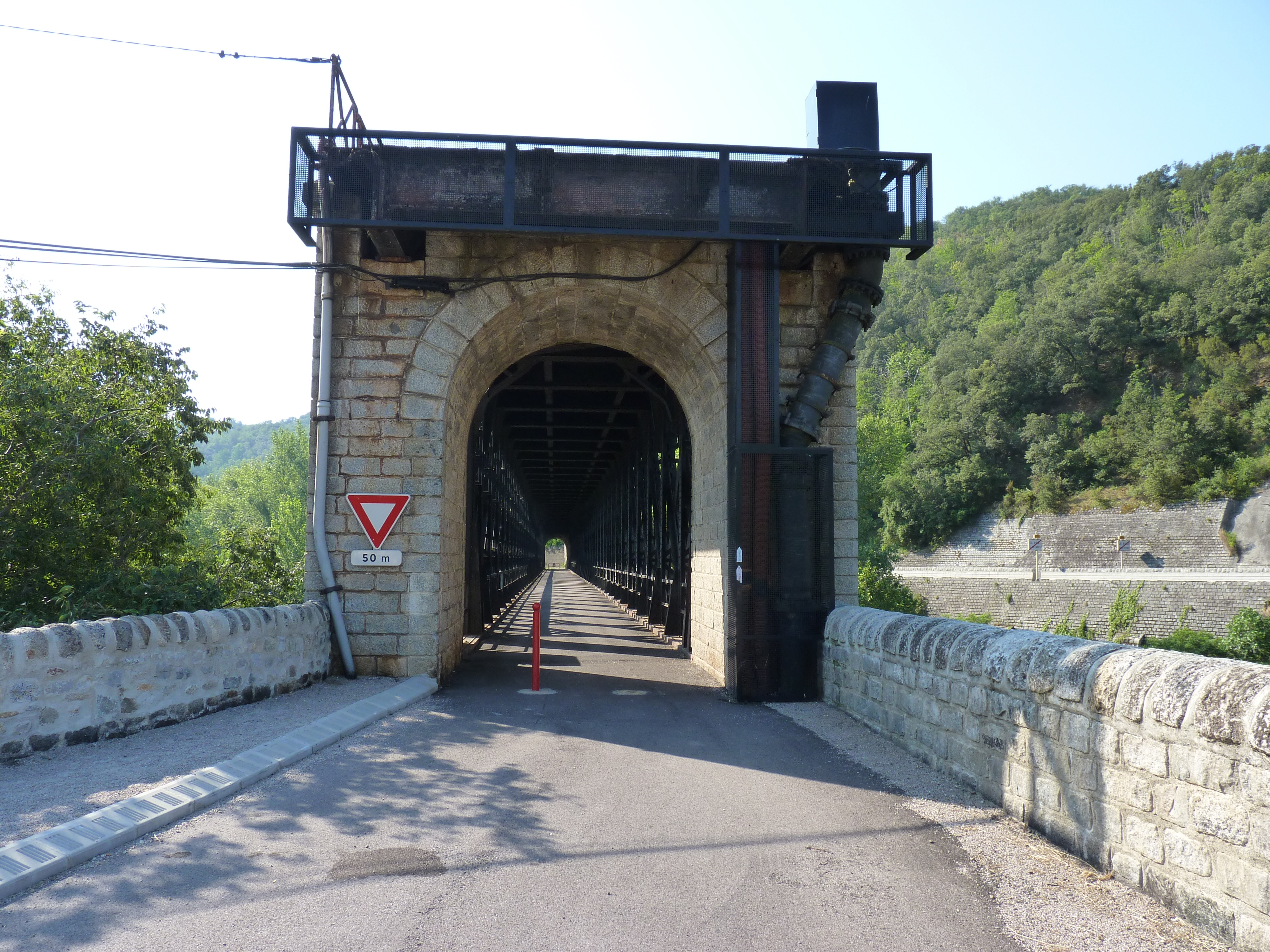
Spoorbrug van Reynès over de Tech in 2010.
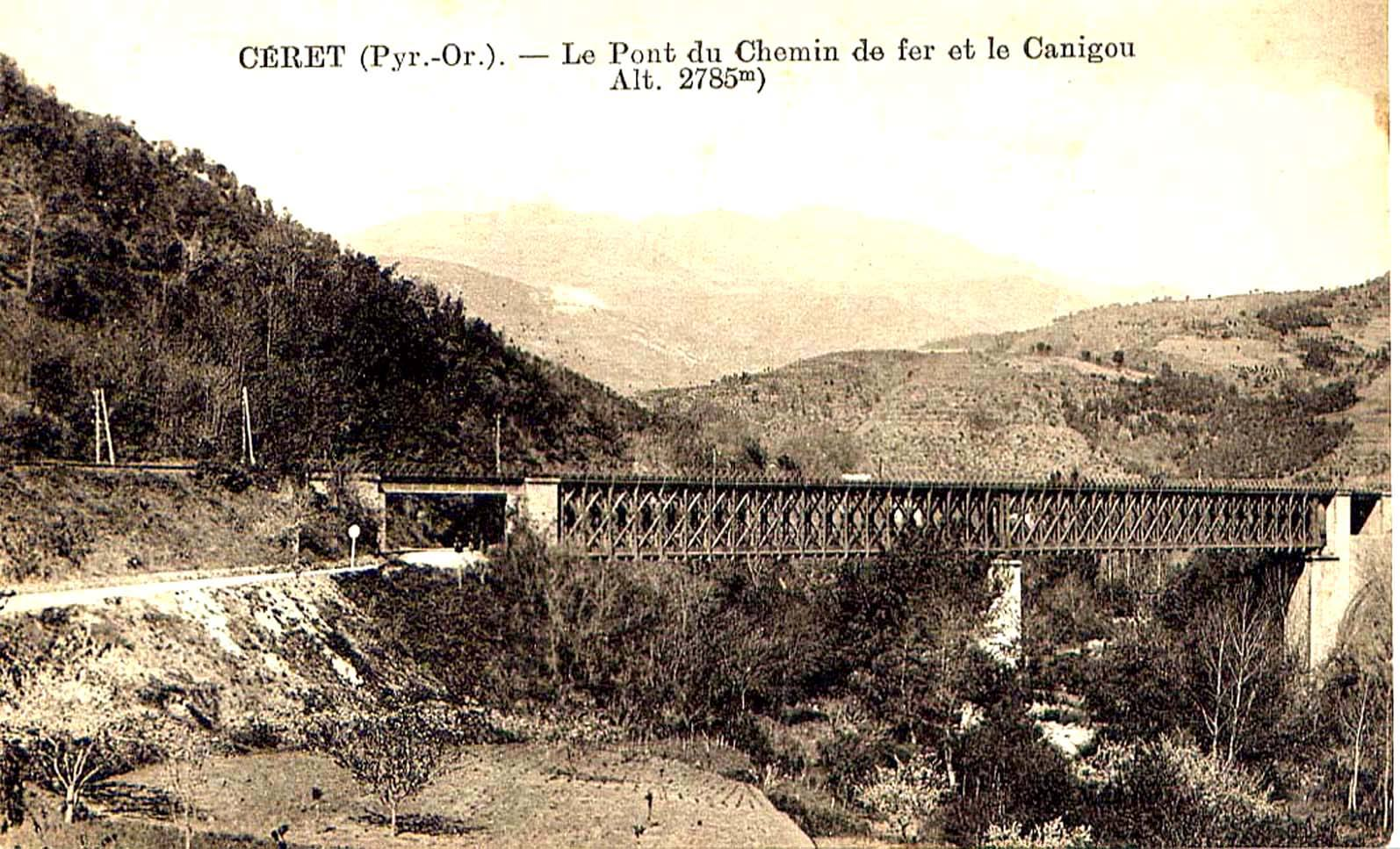
Spoorbrug van Reynès over de Tech begin 20e eeuw.
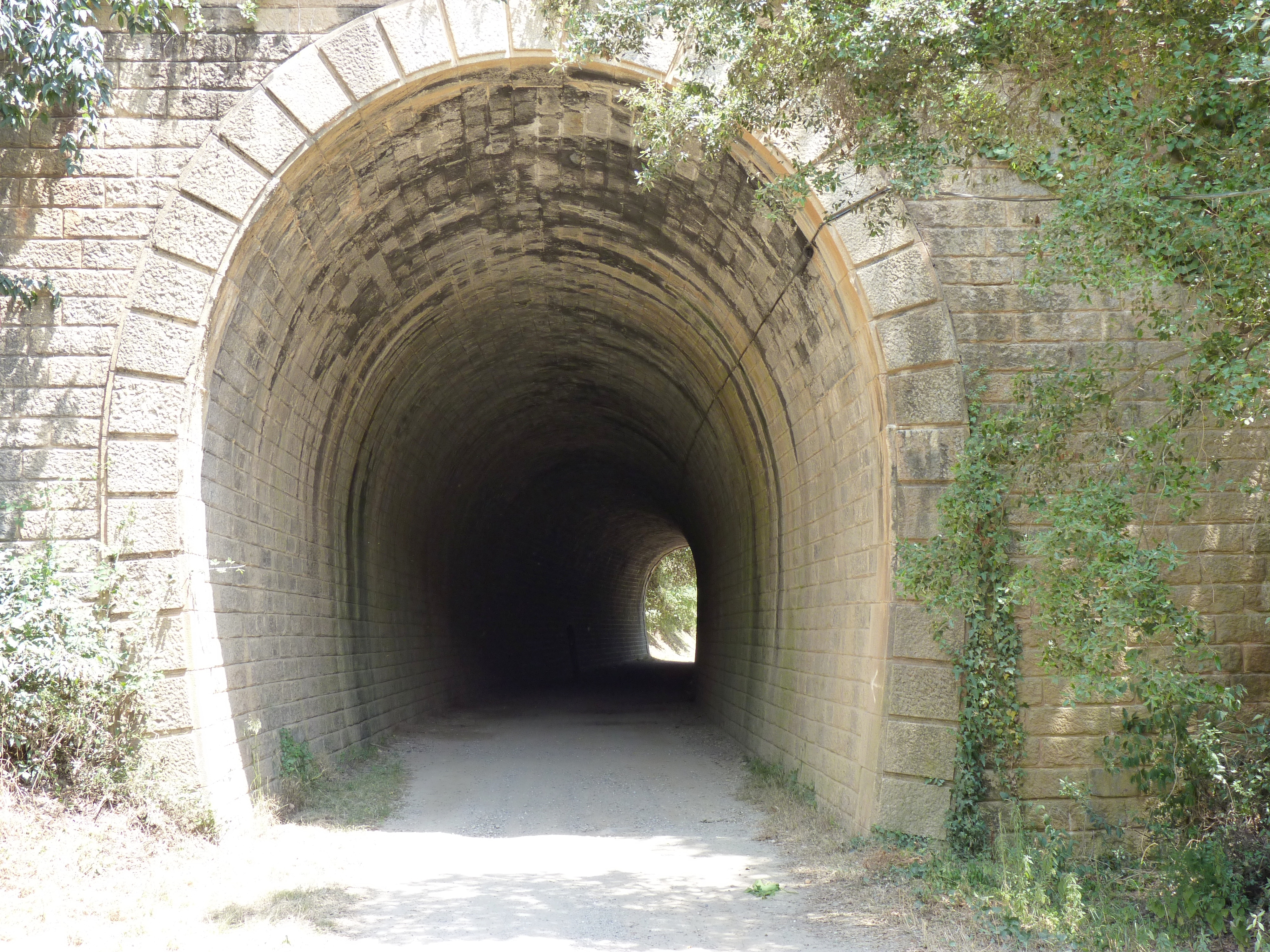
Tunnel van Vila.